# Герб Тульської області
Герб Тульської області є символом Тульської області, прийнято 10 грудня 2000 року Законом Тульської області «Про герб Тульської області», зміни прийнято 24 листопада 2005 року.

## Опис
Геральдичний опис герба відповідно до закону 2005 року (останньої редакції) говорить:
«У червленому (червоному) щиті срібний клинок меча в пояс, поверх двох таких же перекинутих клинків, покладених у косий хрест. Усі супроводжено вгорі й унизу двома золотими молотками. Щит увінчано золотою імператорською короною й оточено стрічкою ордена Леніна».

### Тлумачення основних елементів
Відповідно до геральдичних норм і історичних традицій установлені офіційні тлумачення основних елементів герба:
- червлений колір щита — хоробрість, мужність, відвага, безстрашність, військова доблесть, військове ремесло;
- меч у пояс, накладений на перехрещені клинки мечів, повернені вістрям долілиць, призначений для захисту, а не для нападу
- золоті молоточки символізують високу майстерність;
- золото — символ багатства й стабільності;
- срібло — чистота помислів, шляхетність.

## Галерея

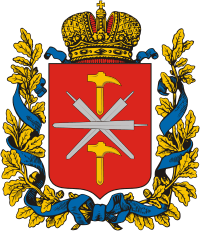
Герб Тульської губернії
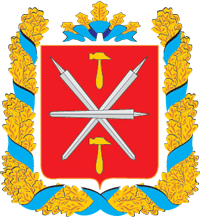
Герб Тульської області (2000)